# Styrax benzoides
Styrax benzoides là một loài thực vật có hoa trong họ Bồ đề. Loài này được Craib miêu tả khoa học đầu tiên năm 1912.